# Vladimír Cettl
Vladimír Cettl (* 4. února 1973 Ústí nad Labem) je původním povoláním scénický krejčí, oděvní výtvarník a designer. Pracoval v několika severočeských divadlech a od roku 1996 ve Filmových studiích AB Barrandov.
Scénické kostýmy, které tvořil se svým bratrem, šperkařem Milošem Cettlem, vystavoval na fotografiích od roku 1997. Vznikly celkem 4 výtvarné projekty: Víly nebes (1997), Síly (1998), Mosty (1999) a Dívčí válka (2000). Vystaveny byly například na Mezinárodním filmovém festivalu v Karlových Varech (1999) nebo v rámci programu „Praha – evropské město kultury roku 2000“. Od roku 2008 vydává v limitovaných edicích kalendáře s tematikou auto-veteránů a vraků; např. v roce 2012 se vydal do Švédska, aby tam nafotil jedno z posledních velkých evropských vrakovišť aut z 50. a 60. let.
V současnosti[kdy?] je grafikem a výstavním produkčním v Muzeu města Ústí nad Labem.

## Výstavy
- 1999 / Víly, Síly, Mosty – MFF Karlovy Vary
- 2000 / Dívčí válka – Průmyslový palác v Praze
- 2010 / Putování za vraky – Technické muzeum Tatra v Kopřivnici
- 2014 / Stíny paměti – Pražský hrad